# 용왕산
용왕산(龍王山)은 대한민국 서울특별시 양천구 목동에 있는 산으로 높이는 해발 78m로 옛날에는 엄지산(嚴知山)이라고 불렀다고 한다.

## 위치
높이 78m와 68m의 봉우리 두 개가 붙어서 형성되어 있는데 1971년 목동근린공원으로 조성되었다. 하늘에서 내려다보면 이 두 봉우리가 마치 펴놓은 엄지손가락을 옆에서 보는 것처럼 되어 있는데 78m 높이 지점은 손톱 부분으로 보인다. ‘으뜸’이라는 뜻도 있지만 ‘첫머리’라는 뜻도 가지고 있다. 서울 지하철 9호선 신목동역에서 찾아 볼 수 있다.

## 전해오는 이야기
옛날에는 엄지산･역산･왕령산･왕재산이라고 했다는 전설이 내려오는 산으로 이 산과 관련해 전해 내려오는 이야기가 있는데, 어느 때인가 이 산 아래에 살던 박씨라는 노인이 죽어가며 자식들에게 유언하기를, “내가 죽었다고 남에게 알리지도 말고, 염을 할 때 몸을 띠로 묶지도 마라.” 하였다. 하지만 노인의 자식들은 이것을 무시해 버렸다. 그 후로 마을에서는 노인이 죽어 가며 이상한 유언을 남겼다는 소문이 퍼졌고, 마침내 관원들이 무덤을 파헤치기에 이르렀다.
무덤을 파보니 무덤 속의 관은 텅 비어 있었다. 주변을 살펴보니, 용이 띠에 묶인 채 꿈틀대고 있었다. 이것을 보고 놀란 관원들은 용을 잡아 죽였다. 그 후 사람들 사이에서 이야기가 퍼져 나갔는데, 죽은 박씨가 승천해서 용왕이 되려고 했지만 자식들이 그 뜻을 알지 못해 결국 죽게 만들었다는 것이다. 그리고 이때부터 사람들이 엄지산을 용왕산이라 부르기 시작했다고 전한다. 이 이야기의 또 다른 얘기로는 옛날 용왕산에 박씨라는 사람이 죽어서 왕으로 환생하려고 온갖 선정을 베풀고 죽어 이 산에 묻혔지만, 그만 어렸을 때 걸인을 박대했던 단 하나의 업으로 인해 자신의 뜻을 이루지 못했다는 슬픈 이야기도 있다.

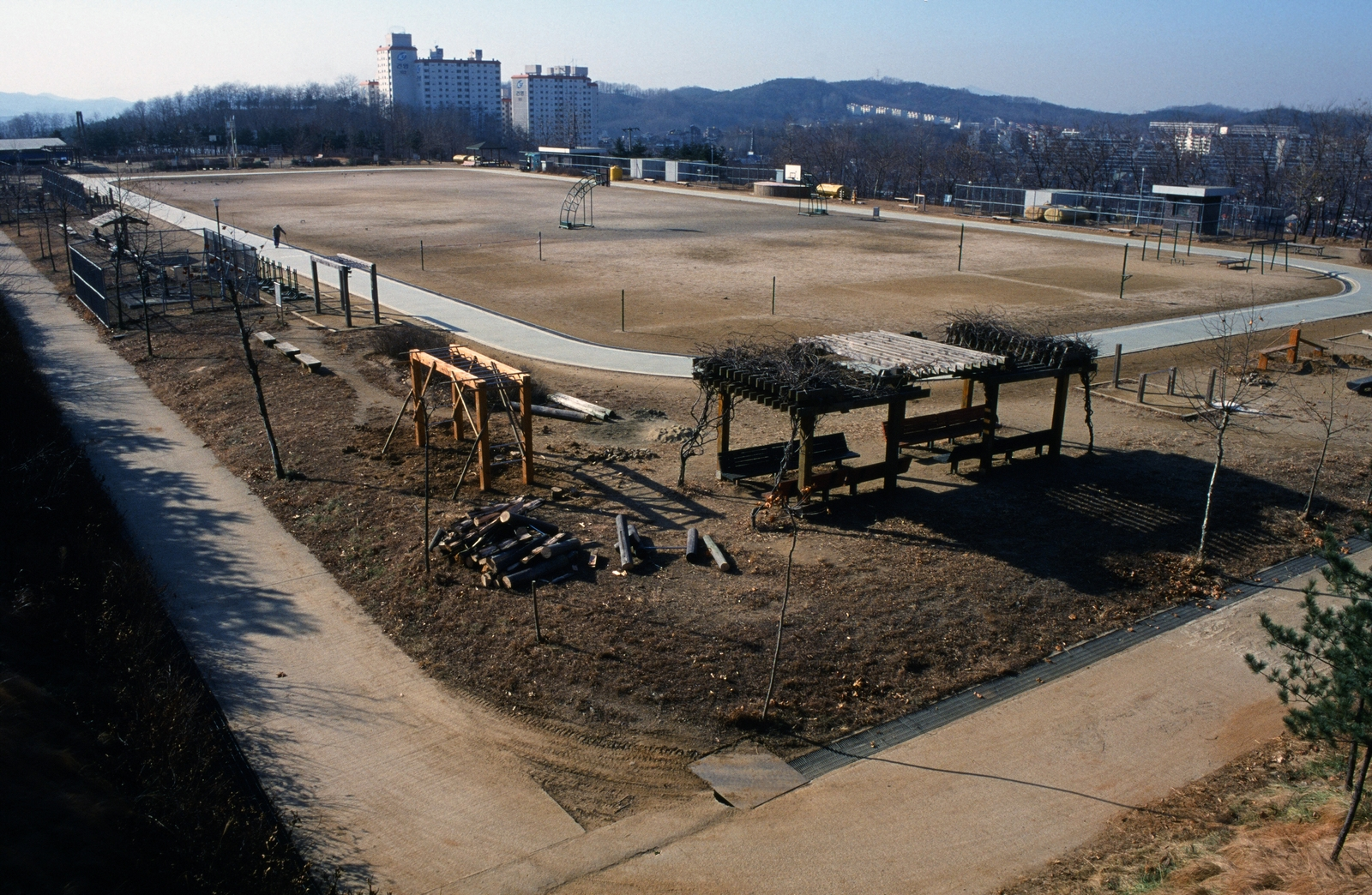
1995년 11월 용왕산 시민공원

용왕산에는 하늘의 천관(天官)과 관련된 이야기도 있다. 옛날 하늘의 천관이 지금의 선유봉 자리에 살고 있던 아가씨에게 그만 홀딱 반하여, 옥황상제의 뜻을 어기고 아가씨와 몰래 혼인하여 용왕산에 숨어 살았다. 옥황상제는 이 사실을 알고 극도로 노여워하며 이들을 벌하였다. 이로 인해 천관은 용왕산의 이무기로 변하고 그 아가씨는 선유봉이 되어 헤어질 수밖에 없었다.
용왕산의 이무기로 변한 천관은 아가씨를 잊지 못해 선유봉으로 달려갔으나, 옥황상제가 꼬리를 밟고 있어서 이무기의 양 발이 닿았다가 발톱 자국만을 낸 채 다시 용왕산으로 올 수밖에 없었다. 이때 이무기가 흘린 눈물이 바로 안양천이 되었고, 옥황상제가 밟고 있던 발톱 자국이 깊게 파여서 비만 오면 고랑이 되었다는 사연이다.
그런데 훗날 이 가슴 아픈 사연을 전해 듣고 옥황상제의 마음이 동하여, 이곳이 사람이 살 곳은 못 되나 많은 사람이 오가면서 밟아 주고 다듬어 준다면 그들의 죄를 면할 수 있을 것이라고 말했단다. 그래서인지 이 고랑에 양화교에 가설되어 오가는 사람의 행렬이 끊임이 없다는데, 선유봉 아가씨와 용왕산 이무기의 재회 여부는 알 수 없지만, 물에 잠길 것이라던 이무기 발톱 자리는 결국 안양천이 흐르는 수로로 바뀌게 되었다는 이야기가 전해지고 있다. 이 이야기는 안양천의 범람과도 관계있는 것으로, 서울특별시역사편찬위원회에서 1985년에 발간한 『한강사』에 따르면, 안양천 개수 공사를 실시하면서 안양천 수로가 변경된 사실을 발견했다고 한다..

## 같이 보기
- 안양천